# Sito Pons
Alfonso Pons Ezquerra, mais conhecido como Sito Pons (Barcelona, 9 de novembro de 1959), é um ex-motociclista espanhol, bicampeão do mundo nas 250cc.
Pons disputou 11 temperadas no campeonato mundial de motovelocidade, entre 1981 e 1991, alternando entre as 250cc e 500cc, terminando como campeão duas vezes, em 1988 e 1989, correndo pela equipe da Honda nas 250cc. Ao todo, durante esse período Pons disputou 110 corridas, vencendo 15 e chegando ao pódio em 41.
Após abandonar as pistas como piloto, ao término da temporada de 1991, Pons fundou a equipe Honda-Pons Racing na temporada seguinte, participando desde 1992 até 2005 ininterruptamente do mundial, alternando entre as 500cc e 250cc, quando precisou encerrar as operações por falta de financiamento. Contando com pilotos como os italianos Loris Capirossi e Max Biaggi, e o brasileiro Alex Barros, os melhores resultados durante esse período foram os terceiros lugares no campeonato de Capirossi em 2001, e Biaggi em 2003 e 2004.
Pons retornou com a equipe em 2009, na Moto2, para suportar o início de seu filho, Axel Pons, no mundial, embora que o melhor resultado da equipe tenha sido o título de Pol Espargaró em 2013.
A equipe de Pons também chegou a participar de competições de automotibilismo entre as temporadas de 2004 e 2015, principalmente correndo na World Series by Nissan.  O resultado mais notório da equipe ocorreu em sua temporada de estreia, em 2004, quando Heikki Kovalainen terminou como campeão daquela edição, após seis vitórias em dezoito corridas.